# Giovanni Antonio Zali
Giovanni Antonio Zali (Boccioleto, 1749 circa – 1803) è stato un organaro italiano.

## Biografia
Nacque intorno all'anno 1749 in una delle tante suggestive borgate che si affacciano sulla Val Sermenza, nel cuore del più ampio comprensorio valsesiano.
La sua famiglia, che già vantava nel proprio ambito un artigiano organaro nella persona dello zio Francesco Antonio Zali, risultava infatti radicata nella frazione Oro, di poco sovrastante il Comune di Boccioleto.
Proveniente dunque da una famiglia di impronta presumibilmente artigiana, Giovanni Antonio dovette in qualche modo entrare in contatto col mondo dell'arte organaria proprio grazie alla figura dello zio, già attivo nell'esercizio della professione verso il 1740.
Ancora più interessante è l'assai elevata probabilità che in famiglia esistesse, accanto a quella di Giovanni Antonio Zali, un'ulteriore figura di organaro: il fratello Giovanni Pietro Maria, nato nel 1753.
In tale direzione conducono sia le testimonianze d'archivio che vedono quest'ultimo, fino almeno al 1772, attivo in collaborazione con lo zio e con Giovanni Antonio (in tali fonti si parla infatti di “nipoti”, al plurale), sia gli accenni rinvenuti nell'archivio parrocchiale di Trinità, in provincia di Cuneo, dove si parla espressamente degli organari “fratelli Zalli”.
Tali accenni rivestono particolare importanza in quanto potrebbero confermare, qualora supportati da ulteriori e più puntuali approfondimenti, il carattere di vera e propria piccola dinastia organara della famiglia Zali.
Per quanto concerne la formazione artistica dello Zali, è ipotizzabile che ad essa contribuirono, coesistendo e fondendosi in unica personalità espressiva, due distinti apporti: da un lato quello, già accennato, proveniente dallo zio organaro (di cui peraltro si ignorano i primi passi nell'attività artigiana, ma comunque più anziano di una generazione rispetto a Giovanni Antonio), dall'altro quello derivante dall'altra famiglia organara in quel tempo insediata in area valsesiana: i Ragozzi della Colma di Valduggia.
Al di là di quella che fu in realtà la prima iniziazione dello Zali ai segreti dell'arte organaria, c'è comunque da osservare che nella sua personalità artistica convivono numerosi elementi che ne evidenziano abbastanza apertamente un certo qual eclettismo.
Nella sua attività si possono cogliere, anzitutto, elementi di matrice lombarda (come la preferenza accordata al somiere a vento anziché al somiere a tiro), giustificati dal forte e duraturo influsso della tradizione organaria lombarda in Valsesia per tutto il Seicento e per i primi trent'anni del Settecento.
In secondo luogo, appare determinante l'indubbia capacità dello Zali di assorbire e mettere a frutto stimoli diversi, sposando gli insegnamenti dei maestri a processi artistici propri, in ciò evidentemente favorito dalle esperienze maturate negli anni della sua attività nel Piemonte sud occidentale e dagli innumerevoli contatti intervenuti in quel particolare periodo della sua attività creativa.
Nel quadro complessivo della biografia di Zali, viene ad acquisire un ruolo di centralità la decisione assunta dopo il 1780 di stabilirsi in un'area completamente diversa da quella di origine.
Dopo alcuni importanti lavori effettuati in territorio valsesiano, tra cui in particolare la costruzione nel 1778 di un organo per la parrocchiale di Mollia, troviamo infatti lo Zali alle prese con una scelta artistica e di vita determinante: la migrazione verso il Piemonte sud occidentale e la conseguente ricollocazione in area cuneese.
Nel 1781 egli risulta insediato a Trinità, piccolo centro agricolo nelle campagne di Fossano: questa sarà la sua base operativa per circa un decennio, e da qui egli si sposterà, solo o in compagnia del già citato fratello e di possibili altri aiutanti, per affrontare una serie di lavori non lontano da Cuneo.
Tra le motivazioni che spinsero lo Zali a trasferirsi in una diversa realtà locale, non è certo difficile immaginare al primo posto l'esigenza di nuove occasioni di lavoro e la ricerca di un mercato più promettente e remunerativo. Altre probabili spinte in tale direzione potrebbero anche essergli giunte sia da eventuali contatti o legami con altri organari piemontesi, sia da una tradizione migratoria già consolidata nella sua famiglia.
È da rilevare, in ogni caso, che il trasferimento dell'organaro nel Piemonte sud occidentale non fu né volle essere in alcun modo definitivo, così come è da escludere che egli intendesse troncare i legami con la propria terra di origine: è praticamente certo infatti che l'esperienza “cuneese” non ebbe per lo Zali che il valore di un'estesa, pur se produttiva e forse redditizia, parentesi.
Occasione di un probabile e forse definitivo ritorno in Valsesia dello Zali fu nel 1790 l'incarico per la costruzione di un nuovo organo nella Chiesa di San Michele a Riva Valdobbia, in sostituzione dello strumento collocato nel 1767 dallo zio Francesco.
Sta di fatto, in ogni caso, che l'ultimo lavoro documentato di Giovanni Antonio Zali trovò dimora proprio in alta valle, nella borgata alpina di Campello Monti in Valstrona: era l'anno 1797.
Sei anni dopo l'organaro moriva e le sue spoglie venivano tumulate in un sepolcro scavato nella cappella dei Confratelli di Santa Marta (la prima cappella laterale a destra dell'ingresso, ancora esistente), all'interno della chiesa parrocchiale della natìa Boccioleto.

## Quadro cronologico dei lavori conosciuti di Giovanni Antonio Zali
Sulla base delle testimonianze di archivio e dei dati storici ad oggi disponibili, nonché dall'esame degli strumenti rimastici, si può abbozzare un quadro cronologico di insieme delle realizzazioni certe o verosimilmente attribuibili a Giovanni Antonio Zali. Esse possono essere suddivise nelle due diverse fasi della sua parabola creativa: il periodo valsesiano ed il periodo che potremmo sinteticamente definire “cuneese”.
Periodo Valsesiano
- 1773: Frazione Boccorio di Riva Valdobbia, Oratorio (Costruzione).
- 1778: Mollia, Chiesa parrocchiale (Costruzione).
- 1791: Riva Valdobbia, Chiesa parrocchiale (Costruzione).
- 1796: Campertogno, Chiesa parrocchiale (Riparazione somiere).
- 1797: Campello Monti (Valstrona), Chiesa parrocchiale (Costruzione).

Periodo Cuneese
- 1783: Centallo, Confraternita Ss. Sebastiano e Giovanni (Costruzione).
- 1785: Trinità, Chiesa parrocchiale (Costruzione).
- 1785: Spinetta, frazione di Cuneo, Chiesa parrocchiale (Costruzione).
- 1785: Pinerolo (TO), Chiesa cattedrale (Progetto di restauro).
- 1788: Dronero, Confraternita S. Maria Assunta (Collaudo).
- 1788: Caraglio, Chiesa di S. Giovanni (Costruzione, forse proveniente da altra chiesa).